# Giovanni Paparoni
Giovanni Paparoni (zm. ok. 1153) – włoski kardynał, legat papieski w Irlandii.
Był krewnym papieża Innocentego II i sygnował jego bulle z 25 marca i 22 kwietnia 1138 roku jako subdiakon Świętego Kościoła Rzymskiego. W marcu 1140 został mianowany rektorem Benewentu. Nominację kardynalską (z tytułem diakona S. Adriano) otrzymał jednak dopiero od Celestyna II na konsystorzu w grudniu 1143. W marcu 1151 uzyskał promocję do rangi prezbitera S. Lorenzo in Damaso; krótko potem został mianowany legatem papieskim w Irlandii. 
W 1152 roku przewodniczył synodowi w Kells, na którym zadecydowano o utworzeniu w Irlandii czterech metropolii: Armagh, Dublin, Cashel i Tuam. Uczestniczył w papieskich elekcjach w 1144, w 1145 i w 1153. 31 października 1153 roku po raz ostatni wystąpił jako sygnatariusz bulli papieskich. Zmarł prawdopodobnie pod koniec 1153 lub ewentualnie na początku 1154 roku.
Współczesny angielski kronikarz Jan z Salisbury przekazał dość negatywny obraz tego kardynała. Według niego w 1151 roku doszło do konfliktu kardynała Paparoni z papieżem Eugeniuszem III, w trakcie którego kardynał Paparoni miał grozić papieżowi buntem i schizmą.